# 青山周平 (オートレース選手)
青山 周平（あおやま しゅうへい、1984年12月5日 - ）は、千葉県市原市出身のオートレース選手（元船橋オートレース場所属、2016年4月より伊勢崎オートレース場所属）。
オートレース転向前はロードレースライダーとして活躍し、2003年全日本ロードレース選手権GP125、2005年同GP250クラスでチャンピオンを獲得している。
兄は、ロードレースライダーの青山博一。

## 概要
3歳でポケバイ、10歳でミニバイクに乗り始める。11歳で桶川塾に入門。
2001年より全日本ロードレース選手権GP125に参戦。表彰台1回を含む活躍でルーキー・オブ・ザ・イヤーを獲得し、年間ランキング8位となる。全日本デビュー3年目の2003年には6戦3勝をあげてタイトルを獲得した。
2004年よりGP250クラスへ転向、1勝でランキング2位となりルーキー・オブ・ザ・イヤーを獲得する。2005年は有力ライダーの同クラス参戦が減ったことから、ライバル不在といわれるような状況であったとはいえ、7戦6勝2位1回で年間チャンピオンとなった。
2006年よりホンダレーシングスカラーシップ（全日本GP250クラスで、ホンダ車に乗りチャンピオン獲得等の活躍をした22歳以下の選手が対象。期間は2年間）の第3期生として、アルベルト・プーチが率いるレプソル・ホンダよりロードレース世界選手権（250ccクラス）に参戦する。第5戦フランスGPでは初の表彰台（3位）を獲得し、年間ランキング8位でデビューシーズンを終了する。この年のルーキー・オブ・ザ・イヤーに輝いた。
2007年は第15戦日本GPで同選手権初ポールポジションを記録。年間ランキング11位でシーズンを終えた。
2008年よりアルト・エボリューション・ホンダ・レーシングからスーパーバイク世界選手権に参戦したが、年間わずか5ポイントの、シリーズランキング30位という惨憺たる結果に終わった。
2009年シーズンはどのカテゴリのレギュラーシートも獲得することができず、さらに前年所属したチームから渡された契約金の小切手が不渡りとなってしまい、周平は自宅の近所にあるラーメン屋「麺や紅丸」でアルバイトをすることになった。そんな中でもレースへの参戦をあきらめず、スポンサー資金を集めてロードレース世界選手権第2戦もてぎ、250ccクラスへのワイルドカード参戦を果たした。古巣のハルクプロから、戦闘力に劣る2002年型のRS250Rでの参戦となったが、決勝では6位を獲得し周囲へ健在ぶりをアピールした。これが認められて後に、スペイン選手権のエクストリームクラスと、ロードレース世界選手権250ccクラスの後半4戦を掛け持ちする形で復帰を果たし、250ccクラスでは全戦でポイントを獲得する走りを見せた。
2010年シーズンに向けてMoto2・125ccクラスのチームと交渉し、世界選手権への復帰を模索していたがどのチームとも契約には至らず、2010年2月8日、自身のブログでロードレーサーとしての現役引退を発表し、今後はオートレース選手を目指すことを明かにした。6月4日発表の第31期選手候補生第2次試験に特例合格後、第3次試験を経て正式に合格し、9か月間オートレース選手養成所で訓練を受け、2011年7月30日に船橋オートレース場で選手としてデビューした。
オートレース関係者の間ではデビュー前より「10年に1人の逸材」とも言われており、ファンからの注目度も高い。また、下記に示す通り、ルーキーオブザイヤー（最優秀新人選手賞）の獲得歴が多い。

## 略歴（バイク）
- 3歳、ポケバイを始める
- 10歳、ミニバイクを始める
- 2001年、全日本ロードレース選手権GP125ランキング8位、ルーキー・オブ・ザ・イヤー（昭和電機RTwithハルクプロ／ホンダRS125R）
- 2002年、全日本ロードレース選手権GP125ラランキング4位（昭和電機RTwithハルクプロ／ホンダRS125R）

ロードレース世界選手権オランダGP25位、イギリスGP10位
- 2003年、全日本ロードレース選手権GP125チャンピオン（3勝:筑波、鈴鹿、もてぎ／チームハルクプロ／RS125R）
- 2004年、全日本ロードレース選手権ランキング2位、ルーキー・オブ・ザ・イヤー（1勝:SUGO／チームハルクプロ／RS250R）

ロードレース世界選手権GP250 日本グランプリ8位
- 2005年、全日本ロードレース選手権GP250チャンピオン（6勝:筑波、AP、SUGO、鈴鹿、岡山、もてぎ／プレクサス&ハルクプロ／RS250R）
- 2006年、ロードレース世界選手権ランキング8位、ルーキー・オブ・ザ・イヤー（レプソルホンダ250cc／RS250RW）
- 2007年、ロードレース世界選手権ランキング11位（レプソルホンダ250cc／RS250RW）
- 2008年、スーパーバイク世界選手権ランキング30位（アルト・エボリューション・ホンダ／CBR1000RR）
- 2009年、ロードレース世界選手権GP250クラス第2戦・第14-17戦出場 ランキング19位（ハルクプロ→レーシングチームジャーマニー／ホンダ・RS250）

スペイン選手権第4-7戦出場（ブルセンス・BQR／ホンダ）

## 選手データ（オートレース）
- 戦歴
  - 通算優勝回数:115回
  - グレードレース（SG,GI,GII）優勝回数:58回
  - 全国区レース優勝回数:24回（SG18回・プレミアムカップ6回）
  - SG優勝回数:18回
    - スーパースター王座決定戦：5回（2015年、2019年、2020年、2021年、2023年）
    - オールスターオートレース：2回（2016年、2024年）
    - オートレースグランプリ：5回（2018年、2019年、2022年、2023年、2024年）
    - 日本選手権オートレース：4回（2018年、2019年、2022年、2023年）
    - 全日本選抜オートレース：2回（2021年、2025年）

  - GI優勝回数:30回（史上最多）
  - GII優勝回数:10回
  - 全国競走成績第1位:9回
  - 賞金王:5回（2015年、2019年、2020年、2021年、2023年）
  - 年間最多優勝選手:3回（2013年:10回、2019年:9回、2020年:13回）
  - 年間最多勝利選手:2回（2016年:86勝、2023年:97勝）

- 受賞歴
  - オートレース表彰選手
    - 最優秀選手賞:4回
    - 優秀選手賞:7回
    - 最優秀新人選手賞:2回
    - 特別賞:5回
    - 第31期選手養成所 最優秀賞

  - オートレース年間三賞（日刊スポーツ新聞社制定）
    - 日刊三賞・殊勲賞:6回
    - 日刊三賞・敢闘賞:4回
    - 日刊三賞・技能賞:1回

  - 日本プロスポーツ大賞
    - 新人賞:1回
    - 功労賞:1回

## 略歴（オートレース）
- 2011年
  - 7月30日、船橋オートレース場でデビューし、初勝利を挙げた[3]。8月には新記録となる「デビュー9連勝」をマーク[4]。9月2日、13連勝がかかった優勝戦の1度目のスタートでフライングを切り連勝記録は「12」で途絶えたが[注 1]、優勝戦1着となり「デビュー後35日目で優勝（当時史上最速）」・「デビュー全勝優勝（史上初）」を果たす[5][注 2]。
- 2012年
  - 1月13日、2011年オートレース最優秀新人選手賞を獲得[8]。12月11日、31期新人王決定戦優勝。
- 2013年
  - 3月10日、GI第54回スピード王決定戦（浜松オートレース場）優勝。デビュー1年8か月でのGI制覇は最短記録。
  - 3月31日、GIIダブルチャンピオンシップ（飯塚オートレース場）完全優勝。
  - 5月19日、GI第36回黒潮杯（船橋オートレース場）優勝。
  - 10月17日、GI第55回スピード王決定戦（浜松オートレース場）優勝。同タイトル連覇達成。
  - 12月8日、GII第1回ウィナーズカップ（浜松オートレース場）優勝。
- 2014年
  - 1月29日、GI開設62周年記念グランプリレース（川口オートレース場）優勝。
  - 2月1日、平成26年度前期適用全国選手ランクにて、自身初のS級第1位となる。
  - 7月2日、GI第20回平成チャンピオンカップ（山陽オートレース場）優勝。
  - 10月13日、GI第64回船橋オート祭（船橋オートレース場）優勝。
- 2015年
  - 6月7日、スポーツ報知杯GIIチャレンジカップ（船橋オートレース場）優勝。
  - 12月31日、ラ・ピスタ新橋カップSG第30回スーパースター王座決定戦（川口オートレース場）において、11回目の優出にして念願のSG初優勝を果たす。この優勝により賞金3000万円を獲得し、2015年の賞金王（8223万1150円）に輝いた。
- 2016年
  - 1月11日、GI第59回開設記念レース（飯塚オートレース場）優勝。
  - 5月1日、SG第35回オールスターオートレース（飯塚オートレース場）において、SG通算2回目の優勝を果たす。
  - 4月20日、GI第22回平成チャンピオンカップ（山陽オートレース場）優勝。
  - 7月31日、GI第59回ダイヤモンドレース（飯塚オートレース場）優勝。
  - 11月23日、GI第60回開設記念レース（飯塚オートレース場）優勝。
- 2017年
  - 7月30日、GI第60回ダイヤモンドレース（飯塚オートレース場）優勝。
- 2018年
  - 8月15日、SG第22回オートレースグランプリ（伊勢崎オートレース場）において、SG通算3回目の優勝を果たす。
  - 11月4日、SG第50回日本選手権オートレース（川口オートレース場）において、SG通算4回目の優勝を果たす。
- 2019年
  - 6月16日、GII稲妻賞（伊勢崎オートレース場）において、GII通算4回目の優勝を果たす。
  - 7月15日、GI第43回キューポラ杯争奪戦（川口オートレース場）において、GI通算12回目の優勝を果たす。
  - 8月15日、SG第23回オートレースグランプリ（伊勢崎オートレース場）において、SG通算5回目の優勝を果たす。
  - 11月4日、SG第51回日本選手権オートレース（川口オートレース場）において、SG通算6回目の優勝を果たす。
  - 12月31日、SG第34回スーパースター王座決定戦（川口オートレース場）において、SG通算7回目の優勝を果たす。
- 2020年
  - 3月22日、特別GI共同通信杯プレミアムカップ（飯塚オートレース場）において、GI通算13回目の優勝を果たす。
  - 4月9日、伊勢崎オートレース場第12レース「青山周平vs25期選抜」において、1着となり500勝達成。浦田信輔の記録（10年4か月17日）を大幅に更新する、デビュー最短（8年8か月11日）で達成した[9]。
  - 5月17日、GII稲妻賞（伊勢崎オートレース場）において、GII通算5回目の優勝を果たす。
  - 6月28日、GII川口記念（川口オートレース場）において、GII通算6回目の優勝を果たす。
  - 12月31日、SG第35回スーパースター王座決定戦（川口オートレース場）において、同大会連覇・SG通算8回目の優勝を果たす。
- 2021年
  - 1月11日、GI開場44周年記念シルクカップ（伊勢崎オートレース場）において、GI通算14回目の優勝を果たす。
  - 3月21日、特別GI共同通信杯プレミアムカップ（飯塚オートレース場）において、GI15回目の優勝を果たす。
  - 5月30日、GII川口記念（川口オートレース場）において、GII通算7回目の優勝を果たす。
  - 9月26日、第35回SG全日本選抜オートレース（飯塚オートレース場）において、同大会初制覇・SG通算9回の優勝と共に史上6人目のグランドスラムを達成[10]。デビューから10年81日での達成はオートレース史上最短記録[注 3]。
  - 12月19日、九州スポーツ杯GI第56回スピード王決定戦（山陽オートレース場）において、GI通算16回目の優勝を果たす。
  - 12月31日、SG第36回スーパースター王座決定戦 (川口オートレース場) において、同大会3連覇・SG通算10回目の優勝を果たす。
- 2022年
  - 1月10日、GI開場45周年記念シルクカップ（伊勢崎オートレース場）において、GI通算17回目の優勝、同大会連覇、グレードレース3連続優勝を果たす[12]。
  - 6月12日、GII稲妻賞（伊勢崎オートレース場）において、GII通算8回目の優勝を果たす。
  - 8月15日、SG第26回オートレースグランプリ（伊勢崎オートレース場）において、SG通算11回目の優勝を完全優勝で果たす。同大会は業界初の6日制で行われ6日間全て1着の完全優勝は、オートレースの6日制SG史上初の快挙となった[13]。
  - 8月30日、GI第65回ダイヤモンドレース（飯塚オートレース場）において、GI通算18回目の優勝を果たす。
  - 9月11日、GI第29回ムーンライトチャンピオンカップ（伊勢崎オートレース場）において、GI通算19回目の優勝、同大会初制覇を果たす。
  - 9月25日、特別GI共同通信杯プレミアムカップ（浜松オートレース場）において、GI通算20回目の優勝を果たす。
  - 11月3日、SG第54回日本選手権オートレース（飯塚オートレース場）において、SG通算12回目の優勝を果たす。
- 2023年
  - 1月9日、GI開場46周年記念シルクカップ（伊勢崎オートレース場）において、GI通算21回目の優勝、同大会3連覇を果たす。この優勝は、開催5日間全て1着入線の完全優勝だった[14]。
  - 5月28日、GII川口記念（川口オートレース場）において、GII通算9回目の優勝を果たす。
  - 8月15日、SG第27回オートレースグランプリ（伊勢崎オートレース場）において、SG通算13回目の優勝、同大会連覇を果たす。
  - 9月10日、さわやか杯GI第30回ムーンライトチャンピオンカップ（伊勢崎オートレース場）において、GI通算22回目の優勝、同大会連覇を果たす。
  - 9月18日、特別GI共同通信社杯プレミアムカップ（浜松オートレース場）において、GI通算23回目の優勝を果たす。
  - 11月5日、オッズパークpresentsSG第55回日本選手権オートレース（浜松オートレース場）において、SG通算14回目の優勝、同大会連覇を果たす。
  - 12月29日、川口オートSG「第38回スーパースター王座決定戦」3日目11Rで1着となり、今年95勝目（出走回数135回）を挙げ、2021年に鈴木圭一郎が記録した年間最多勝利94勝を更新[15]。最終的に97勝まで記録を伸ばす。
  - 12月31日、SG第38回スーパースター王座決定戦（川口オートレース場）において、SG通算15回目の優勝を果たす。この優勝は、開催5日間全て1着入線の完全優勝だった。
- 2024年
  - 1月10日、GI開場47周年記念シルクカップ（伊勢崎オートレース場）において、GI通算24回目の優勝、同大会4連覇を果たす。
  - 3月10日、GI開設72周年記念グランプリレース（川口オートレース場）において、GI通算25回目の優勝を果たす。
  - 4月6日、史上11人目の通算優勝回数100Vを達成。2011年7月30日のデビュー後12年8か月8日での100V達成は史上最速[16][注 4]。
  - 4月29日、SG第43回オールスター・オートレース（飯塚オートレース場）にて、SG通算16回目の優勝を果たす。
  - 8月15日、SG第28回オートレースグランプリ（伊勢崎オートレース場）にて、SG通算17回目の優勝、開催6日間全て1着入線の完全優勝、大会史上初の3連覇を果たす[17]。
  - 9月8日、さわやか杯GI第31回ムーンライトチャンピオンカップ（伊勢崎オートレース場）にて、GI通算26回目の優勝、同大会3連覇を果たす[18]。
  - 9月23日、特別GI共同通信杯プレミアムカップ（山陽オートレース場）において、GI通算27回目の優勝を果たす。
- 2025年
  - 1月13日、GI開場48周年記念シルクカップ（伊勢崎オートレース場）において、GI歴代最多通算29回目の優勝、同大会5連覇を果たす。
  - 2月11日、第39回SG全日本選抜オートレース（浜松オートレース場）において、同大会2回目の制覇、SG通算18回目の優勝を果たす。